# Drehschwingungsdämpfer
Ein Drehschwingungsdämpfer wird zur Reduzierung von Drehschwingungen eingesetzt, insbesondere bei Verbrennungskraftmaschinen.
Durch die stoßweise Kraftübertragung vom Kolben über Kolbenbolzen, Pleuelstange auf den Kurbelzapfen der Kurbelwelle werden kurzzeitig Drehmomentspitzen erzeugt, die in Getrieben zu Geräuschentwicklung und Verschleiß führen. Die Schwingungen tordieren auch die Kurbelwelle, es kann zu Torsionsbrüchen kommen. Drehschwingungsdämpfer dämpfen diese Torsionsschwingungen. 
Es gibt zwei Funktionsprinzipien:
- Ausgleichskupplungen erlauben eine Relativbewegung zwischen An- und Abtriebswelle, d. h. die beiden miteinander gekoppelten Wellen können sich gegeneinander verdrehen. 
  - Wenn die Ausgleichskupplung Federelemente enthält, können sich die Wellen nur um einen begrenzten Winkel gegeneinander verdrehen. Die Federn verhindern ein hartes Anschlagen, wenn der Bewegungsspielraum ausgenutzt wurde und verhindern dadurch die Übertragung von Lastspitzen, siehe Torsionsdämpfer und Zweimassenschwungrad. Die eigentliche Dämpfung von Drehschwingungen wird erreicht, indem durch weitere Komponenten zusätzlich auch Bewegungsenergie aufgenommen und in Wärme umgesetzt wird.
  - Ausgleichskupplungen in der Art von Rutschkupplungen oder (verschlissener) Fahrzeugkupplungen enthalten keine Federelemente, sondern dämpfen Lastspitzen und stärkere Schwingungen lediglich indem aufeinander reibende Scheiben eine Relativbewegung zwischen den angeschlossenen Wellen ermöglichen, siehe Planflächendämpfer.
- Fest auf einer Scheibe installierte Gummielemente können Schwingungen in geringerem Umfang durch ihre innere Massenträgheit dämpfen.

Zum Abfedern von Lastspitzen können Bogenfedern oder Gummielemente verwendet werden. Die eigentliche Dämpfung geschieht auf verschiedene Weise:
- Elemente aus Silikon, Gummi oder Kautschuk dämpfen Schwingungen durch die innere Reibung des Materials.
- Wie im Stoßdämpfer der Fahrzeugfederung können Trägheit und Strömungswiderstand einer Flüssigkeit wie Öl zur Dämpfung genutzt werden.
- Aufeinander gepresste Scheiben oder Tellerfedern dämpfen durch die Reibungsverluste entstehen, wenn die Scheiben gegeneinander verdreht werden.

Über eine Drehschwingungsanalyse werden Art und Dimension der Sekundärmasse (Schwungring) und Primärmasse (Gehäuse) ermittelt. Drehschwingungsdämpfer werden auch bei Kraftstoffpumpen, Nockenwellen und bei längeren Antriebswellen eingesetzt, bei letzteren oft in Kombination als Torsions-, Axial-, Planflächen- oder Radialschwingungsdämpfer. 